# Ludwig Christian zu Sayn-Wittgenstein-Hohenstein

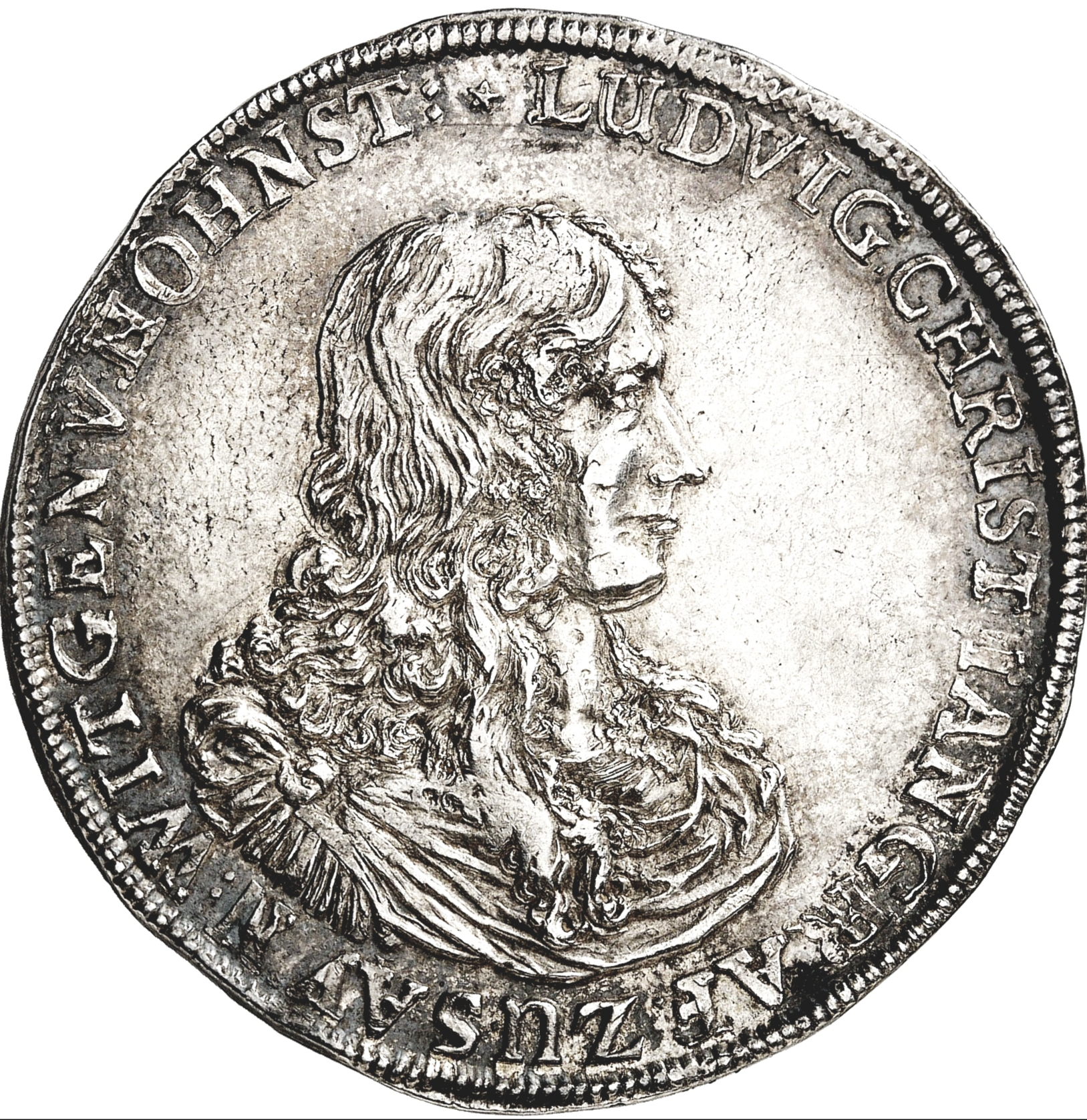
Ludwig Christian, Graf zu Sayn-Wittgenstein-Hohenstein, Konterfei auf einem Reichstaler von 1667

Graf Ludwig Christian zu Sayn-Wittgenstein-Hohenstein (* 17. Januar 1629; † 25. Januar 1683 auf Schloss Wittgenstein) war ein deutscher Reichsgraf aus dem Haus Sayn-Wittgenstein.

## Leben und Wirken
Ludwig Christian war der älteste Sohn von insgesamt 18 Kindern des Grafen Johann VIII. zu Sayn-Wittgenstein und Hohenstein (1601–1657) und seiner Ehefrau Anna Auguste, geb. Gräfin von Waldeck (1608–1658), Tochter des Grafen Christian zu Waldeck-Wildungen.
Er wurde 1657 nach dem Tode seines Vaters Regent der Grafschaft Sayn-Wittgenstein, während sein jüngerer Bruder Gustav die Grafschaft Hohenstein erbte, jedoch unter dem Vorbehalt, dass die Landeshoheit über Hohenstein zunächst bei Ludwig Christian verblieb. Diese Einschränkung der Macht über Hohenstein mit Lohra und Klettenberg ließ sich Ludwig Christian später gegen Zahlung von 20 000 Reichstalern von seinem Bruder Gustav abkaufen.
Die Regierungszeit Ludwig Christians war geprägt von einer Vielzahl von Prozessen und Streitigkeiten mit dem benachbarten Territorium, der Landgrafschaft Hessen-Darmstadt, die meist die Vogtei Elsoff im Nordosten der Grafschaft Wittgenstein betrafen. Eine spätere Einigung mit Hessen-Darmstadt musste Ludwig Christian mit erheblichen Entschädigungszahlungen erkaufen.
Insgesamt zeigte Ludwig Christian jedoch recht früh, dass er einerseits ein schlechter Wirtschafter war und zudem wenig Interesse an seinen Regierungsgeschäften hatte. 1668 überließ er seinem jüngeren Bruder die Regierung der Südgrafschaft, mit Ausnahme der Rechte über die Vogtei Elsoff, die er bis zu seinem Tode behielt.

## Familie
Er heiratete am 27. Mai 1656 in erster Ehe Elisabeth Margarete zu Solms-Greifenstein (* 23. Mai 1637; † 1681), Tochter des Grafen Wilhelm II. zu Solms-Greifenstein und seiner Ehefrau Gräfin Sybille von Solms-Hohensolms, und älteste Schwester des regierenden Grafen Wilhelm Moritz zu Solms-Braunfels-Greifenstein.

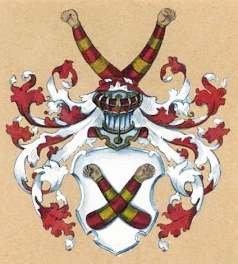
Wappen des gelderländischen Adelsgeschlechts Vijgh (Vygh)

Seine zweite Ehefrau war die aus den Niederlanden stammende reformierte Adlige Anna Elisabeth Vygh(in) (* 1659), die er 1682 heiratete. Beide Ehen blieben kinderlos.
Ludwig Christian starb am 25. Januar 1683 im Alter von 54 Jahren. Nachfolger wurde sein Bruder Gustav. Dieser wollte seiner verwitweten Schwägerin wegen ihrer unebenbürtigen Herkunft, die Vygh (Vijgh) waren ein gelderländisches niederadliges Geschlecht, dessen Mitglieder im 15. und 16. Jahrhundert das Burggrafenamt zu Nijmegen bekleideten, den Wittumsitz zu Schönstein nicht zugestehen. Die verwitwete Gräfin verklagte ihren Schwager Graf Gustav zu Sayn-Wittgenstein-Hohenstein daraufhin ab 1688 über mehrere Jahre, um ihre Rechte bzw. die ihr ursprünglich zugesicherte Versorgung als verwitwete Gräfin durchzusetzen.
Die Akten zu Testament und Ableben der Anna Elisabeth zu Sayn-Wittgenstein von Schönstein (Laufzeit 1731–1737) befinden sich beim Vereinigte Westfälische Adelsarchive e. V.